# Avicularia rufa
{{Bảng phân loại
| name = Avicularia rufa
| image = Avicularia rufa female ZK145.jpg
| image_caption = 
| subordo = Mygalomorphae
| regnum = Animalia
| phylum = Arthropoda
| unranked_classis = Arachnomorpha
| subphylum = Chelicerata
| classis = Arachnida
| ordo = Araneae
| familia = Theraphosidae
| genus = Avicularia
| species = A. rufa
| binomial = Avicularia rufa
| binomial_authority = [[Schiapelli & Gerschman]], 1945
}}
Avicularia rufa là một loài nhện trong họ Theraphosidae và thuộc chi Avicularia. Loài này phân bố ở Brasil.